# Westlake & 7th (Tranvía de Seattle)
Westlake & 7th es una estación de la línea South Lake Union del Tranvía de Seattle. La estación es administrada por King County Metro. La estación se encuentra localizada en Westlake Avenue North & 7th Street en el Centro de Seattle, Washington. La estación de Westlake & 7th fue inaugurada el 12 de diciembre de 2007.

## Descripción
La estación Westlake & 7th cuenta con 1 plataforma lateral.

## Conexiones
La estación es abastecida por las siguientes conexiones: 
- King County Metro